# Alpha Comae Berenices
Désignations
α Com A : HD 114378, HR 4968

Alpha Comae Berenices (α Com / α Comae Berenices), également nommée Diadème, est une étoile binaire de la constellation de la Chevelure de Bérénice. Bien qu'elle porte la désignation de Bayer « alpha », avec une magnitude apparente de 4,32, elle est en fait plus faible que Beta Comae Berenices. D'après la mesure de sa parallaxe annuelle par le satellite Hipparcos, le système est distant d'environ ∼ 58 a.l. (∼ 17,8 pc) de la Terre. Il se rapproche du Système solaire à une vitesse radiale de −18,8 km/s.

## Nomenclature
Diadem est le nom propre international, censé représenter la couronne portée par la reine Bérénice. D’origine inconnue, il est entré récemment dans les catalogues, peut-être à partir de Jack W. Rhoads (1971). Il a été officialisé par l'Union astronomique internationale le 1er février 2017 sous sa forme internationale « Diadem ». 
L'étoile possède un autre nom, Al Dafirah, introduit à partir de la transcription Al Ḍafīrah, que Richard Allen (1899) a reprise de Thomas Hyde (1665), dans sa traduction du traité d'Uluġ Bēg (1437), cela pour le groupe d’étoiles élevé au rang de constellation par Tycho Brahe. Ce nom vient de l’arabe الضفيرة (al Ḍafira), « la Natte de cheveux », nom affecté au groupe situé au-dessus de la Queue du Lion gréco-arabe, pour rendre le grec Πλόκαμος, la « Boucle de cheveux », chez Ptolémée. Voir aussi Gamma Comae Berenices (γ Com).

## Propriétés
Alpha Comae Berenices est une étoile binaire avec des composantes qui orbitent autour de leur centre de masse avec une période de 26,05 ans. Ce sont deux étoiles jaune-blanc de la séquence principale assez proches de types spectraux F5V et F6V et de magnitudes 4,85 et 5,53, respectivement. Le système est vu quasiment sur la tranche depuis la Terre et les deux étoiles semblent aller et venir sur une ligne droite avec une séparation maximale de seulement 0,7 seconde d'arc. On ne sait pas si des éclipses se produisent lorsque les deux composantes sont au périastre (séparation minimale) ; le seul passage de ce type depuis la détermination de l'orbite, en 1990, ne fut pas suivi assez précisément par les observateurs.
La séparation moyenne entre les deux composantes est d'environ 12 ua, soit un peu plus loin que la distance entre le Soleil et Saturne.

## Compagne visuelle
L'étoile binaire possède une compagne visuelle, CCDM J13100+1732C, de magnitude apparente 10,2, située à 84,8 secondes d'arc en date de 2020. C'est une double optique beaucoup plus lointaine, située à environ 563 pc (∼1 840 al) de la Terre,.